# Jan Waciński
Jan Teofil Waciński (10 marca 1912 w Bodzentynie, zm. 9 marca 1975 w Sulejówku) – kapitan obserwator Wojska Polskiego, Polskich Sił Zbrojnych, kawaler Virtuti Militari.

## Życiorys
Syn Wincentego i Władysławy Elżbiety z domu Mazurkiewicz. W 1934 r. ukończył z 36. lokatą Szkołę Podchorążych Lotnictwa i został skierowany do 2 pułku lotnictwa, gdzie służył do września 1937 r. w 21 eskadrze linowej. Otrzymał awans na porucznika i został przeniesiony do nowo tworzonej 29 eskadry towarzyszącej, gdzie objął dowództwo plutonu II/29.
W sierpniu 1939 r. został wcielony do 23 eskadry towarzyszącej i w jej składzie walczył podczas kampanii wrześniowej. Wykonywał loty rozpoznawcze i łącznościowe na rzecz Armii „Kraków” a następnie Armii „Karpaty”. 1 września na samolocie RWD-14 Czapla pilotowanym przez kpr. pil. Czesława Sulikowskiego przeprowadził rozpoznanie przedpola Armii Kraków. Tego samego dnia wykonał, w załodze z kpr. pil. Zygmuntem Bednarskim lot na wyszukanie lotniska polowego dla eskadry. 3 września, w załodze z ppor. Tadeuszem Kaszyckim, lądował przygodnie w terenie co zakończyło się uszkodzeniem ich RWD-8. 9 września, w załodze z ppor. Kaszyckim, nad Jarosławiem przeprowadził atak na trzy niemieckie samoloty transportowe Junkers Ju 52, które ostrzelał z karabinu maszynowego.
Po zakończeniu działań wojennych przez Rumunię i Syrię przedostał się do Francji. W grudniu 1939 r. został skierowany do Ośrodka Wyszkolenia Lotnictwa w Lyonie, gdzie pełnił funkcję dowódcy eskadry. W kwietniu 1940 r. został odkomenderowany do bazy Istres do organizującego się tam dywizjonu bombowego. 
Po upadku Francji przedostał się przez Afrykę i Gibraltar do Wielkiej Brytanii. W Anglii wstąpił do Polskich Sił Powietrznych, otrzymał numer służbowy RAF P-0440. Przeszedł przeszkolenie nawigacyjne, strzeleckie i bombardierskie, następnie we wrześniu 1940 r. został przydzielony do 304 dywizjonu bombowego. 28 kwietnia 1942 r. wystartował do nalotu na Kolonię. Jego Wellington IC NZ-B W5627 został przechwycony przez Messerschmitta Bf 110 z załogą Oberleutnant Rauh & Feldwebel Borrmann i ciężko uszkodzony nad Belgią, załoga wyskoczyła ze spadochronami. 
Przez Niemcy i okupowaną Francję przedarł się do Hiszpanii. Podczas przekraczania granicy został zatrzymany i osadzony na trzy miesiące w więzieniu Gerome, a później w hiszpańskim obozie Miranda de Ebro, gdzie przebywał osiem miesięcy. Na skutek interwencji ambasady brytyjskiej został uwolniony i przetransportowany przez Portugalię do Wielkiej Brytanii. Został skierowany na urlop, po którym otrzymał przydział do 418 dywizjonu USAAF, w którym służył do 1944 r. Następnie został przydzielony do Air Navigation School nr 10 w Croghton, gdzie służył do 1945 r. na stanowisku wykładowcy. W marcu 1945 r. został słuchaczem VI kursu Wyższej Szkoły Lotniczej w Weston-super-Mare, który ukończył we wrześniu. 
Zdecydował się na powrót do Polski. Od 1949 r. pracował jako kierownik a następnie szef działu w Przedsiębiorstwach Handlu Zagranicznego „Elektrim” i „Metronex”.
Zmarł 9 marca 1975 r. w Sulejówku, tam też został pochowany.

## Ordery i odznaczenia
Za swą służbę otrzymał odznaczenia:
- Krzyż Srebrny Virtuti Militari
- Krzyż Walecznych – czterokrotnie
- Medal Lotniczy
- Złoty Krzyż Zasługi
- Srebrny Krzyż Zasługi